# Raymondia allisoni
Raymondia allisoni är en tvåvingeart som beskrevs av Oskar Theodor 1968. Raymondia allisoni ingår i släktet Raymondia och familjen lusflugor.
Artens utbredningsområde är Ghana. Inga underarter finns listade i Catalogue of Life.